# Rhinyptia gilleti
Rhinyptia gilleti är en skalbaggsart som beskrevs av Eugène Benderitter 1923. 
Rhinyptia gilleti ingår i släktet Rhinyptia och familjen Rutelidae. Inga underarter finns listade i Catalogue of Life.